# Qawsun
Sayf ad-Din Qawsun ibn Abdullah an-Nasiri as-Saqi (1302-abril de 1342), comúnmente conocido como Qawsun (también escrito Qausun o Qusun) fue un prominente emir mameluco de los gobiernos de los sultanes An-Nassir Muhammad (r. 1310-41), Al-Mansur Abu Bakr (r. 1341) y Al-Ashraf Kujuk (r. 1341-42). Llegó a Egipto como comerciante ambulante en una caravana mongola y después de su llegada conoció al sultán An-Nassir Muhammad, que lo compró como mameluco. En pocos años, Qawsun ascendió en la jerarquía militar, alcanzando el más alto rango militar mameluco de amir mi'a muqaddam alf (emir de cien [mamelucos], comandante de mil [soldados]) y convirtiéndose en uno de los principales emires del sultán. Su madurez en las compras y los rápidos ascensos fue atípica de los emires mamelucos, que solían ser comprados cuando eran niños y se sometían a un largo y arduo entrenamiento para alcanzar sus altos rangos y posiciones. La situación favorable de Qawsun se atribuyó a su apariencia física y a la búsqueda por parte de An-Nassir Muhammad de una base de poder compuesta de forasteros para contrarrestar la influencia de las facciones mamelucas existentes, incluida la suya propia.
Tras la muerte de An-Nassir Muhammad en 1341, su hijo Al-Mansur Abu Bakr, la opción favorita de Qawsun, le sucedió como sultán. Los intentos de Abu Bakr de gobernar por derecho propio fueron obstaculizados por Qawsun, que lo hizo arrestar a los dos meses de su reinado y luego lo ejecutó en noviembre. En lugar de Al-Mansur Abu Bakr, Qawsun instauró al hijo pequeño de Nasir Muhammad, Al-Ashraf Kujuk como sultán y sirvió como su regente. En efecto, Qawsun se convirtió en el hombre fuerte del sultanato. Sin embargo, su poder pronto fue desafiado por los emires mamelucos de Siria, encabezados por Qutlubugha al-Fakhri, que presionaron para la adhesión del hijo mayor vivo de An-Nassir Muhammad, An-Nasir Ahmad, y el derrocamiento de Qawsun y Kujuk. Después de que los rebeldes obtuvieran el control del País de Sham, algunos de los leales a Qawsun desertaron y se rebelaron contra él. En diciembre de 1341, Qawsun fue asediado en la Ciudadela de El Cairo y se rindió. An-Nasir Ahmad se convirtió en sultán poco después e hizo ejecutar a Qawsun, que estaba encarcelado en Alejandría.

## Biografía

### Orígenes
De etnia mongola, Qawsun nació en 1302, en la estepa de Kipchak al norte del Mar Negro durante el gobierno de la región por la Horda de Oro, un imperio mongol. Un lugar alternativo de su lugar de nacimiento es el pueblo de Barqa, cerca de Bujará. En sus inicios fue un comerciante.  En 1320, se unió a una caravana naval de 2400 personas con destino a Egipto, posiblemente liderada por su hermano Tughay. La caravana llevaba a Tulunbay, la hija del emperador de la Horda de Oro de la época, Uzbeg Kan, que se dirigía a Egipto para casarse con el sultán An-Nassir Muhammad. La caravana llegó por mar a Alejandría el 5 de mayo de 1320. Qawsun se había unido al séquito de Tulunbay como comerciante ambulante, y una vez que llegó a Egipto, se trasladó a la capital del Sultanato mameluco, El Cairo, para vender sus mercancías de cuero.

### Gran emir de An-Nassir Muhammad

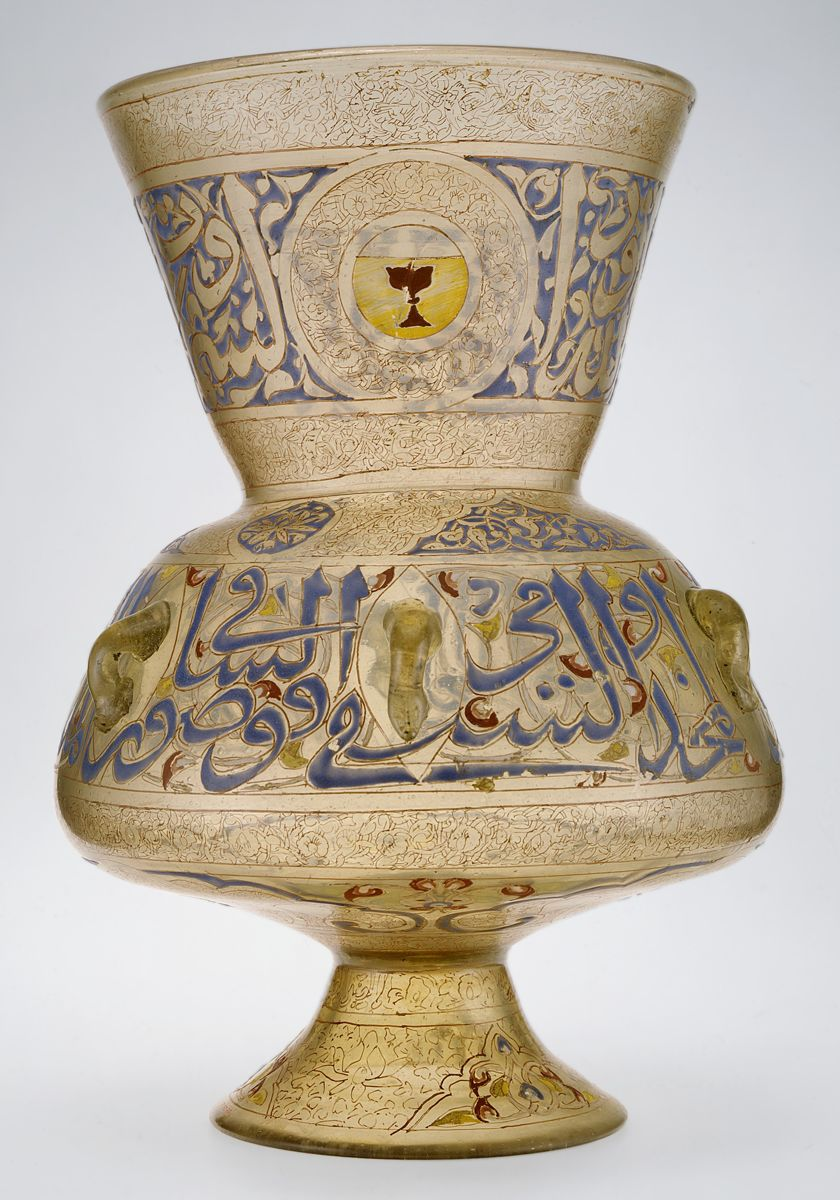
Lámpara de la mezquita del emir Qawsun, probablemente destinada a una de sus dos encargos arquitectónicos en El Cairo: la mezquita o un complejo de tumba y hospicio. En la actualidad, en el Museo Metropolitano de Arte.

En el curso de su comercio de artículos de cuero, Qawsun se encontró con uno de los peluqueros de caballos imperiales de An-Nassir Muhammad, lo que finalmente condujo a un encuentro no planeado con An-Nassir Muhammad. Este último quedó impresionado por la apariencia física de Qawsun (Qawsun fue descrito como alto, guapo y joven por fuentes de la época mameluca) y preguntó por él. Después de que Qawsun le informara a An-Nassir Muhammad que solo estaba en Egipto para viajar, An-Nassir Muhammad insistió en que se quedara y entrara a su servicio, ofreciendo invitar a la familia de Qawsun a inmigrar a Egipto. Qawsun aceptó y se vendió a An-Nassir Muhammad, convirtiéndose así en un mamluk. Este último acto fue clave para entrar en la jerarquía mameluca y para conseguir una buena posición en la élite mameluca. Qawsun pasó a formar parte del saqut (portavasos reales) del sultán y de su khassakiya (séquito personal) de 40 personas, cuyos miembros ocupaban puestos destacados en el sultanato. En 1323, ya era lo suficientemente poderoso como para que el naqib al-jaysh, el emir Sunqur al-Sa'di, fuera exiliado a Trípoli porque enfurecía a Qawsun.
La edad adulta de Qawsun, su libramiento del riguroso proceso de entrenamiento y educación mamluk y su falta de servicio militar fueron una excepción a la práctica estándar de promoción de los mamelucos establecida por los anteriores sultanes mamelucos. La responsabilidad del entrenamiento militar de Qawsun fue confiada al emir favorito de An-Nassir Muhammad en ese momento, Baktamur as-Saqi. En una sucesión de tiempo relativamente rápida, Qawsun fue ascendido al rango de amir ashara, amir arba'in y en mayo de 1326 al rango más alto de amir mi'a muqaddam alf. Este último rango lo ostentaban 24 emires selectos del sultanato. Simultáneamente con su ascenso, Qawsun fue trasladado al iqtá (feudo) del emir Taynal, el cual, sin precedentes, fue agregado a su iqtá más antiguo. Ese año, An-Nassir Muhammad también le dio a Qawsun la mano de su hija en matrimonio, mientras que An-Nassir Muhammad se casó con la hermana de Qawsun. Qawsun a menudo se jactaba de sus circunstancias, declarando «El sultán me compró y me convirtió en uno de los más cercanos a él; me hizo amir, me premió como comandante de mil y me dio la mano de su hija, mientras que otros pasaron de ser comerciantes directamente a las escuelas militares».
El estatus de Qawsun entre los emires era único en esa época porque se le permitía demostrar públicamente su estatus; a menudo cabalgaba en El Cairo respaldado por dos columnas de 300 jinetes y estaba acompañado por hasta un tercio del ejército mameluco en sus expediciones de caza. Mientras que An-Nassir Muhammad favorecía a Qawsun por su compañía y sus atributos físicos, su principal motivación para elevar Qawsun era establecer una base de poder externa para equilibrar las ambiciones y el poder de sus propios mamluks Nasiri. El establecimiento de un contrapeso entre los mamluks Nasiri y los forasteros era un medio del sultán para evitar ser derribado por poderosas facciones mamluk como había sucedido dos veces antes.
Según el historiador mameluco Jalil ibn Aibek al-Safadi, Qawsun era el emir favorito de an-Nassir Muhammad después de Baktamur as-Saqi, hecho que enfurecía a Qawsun. Sin embargo, a pesar de su resentimiento contra Baktamur, Qawsun no desempeñó probablemente un papel en el asesinato en 1332 por envenenamiento de Baktamur y su hijo Ahmad. Probablemente murieron en una conspiración de An-Nassir Muhammad, que se había vuelto cauteloso ante la creciente fuerza y ambición de Baktamur, y el emir Bashtak, un emir de alto rango que fue entrenado por Qawsun, y como este último, también era de etnia mongola. Qawsun fue uno de los 17 comandantes mamelucos de alto rango que acompañaron a An-Nassir Muhammad en el hach de 1332, más o menos en la misma época en que tuvo lugar el asesinato de Baktamur. Al-Safadi relató que Qawsun tuvo que ver con el arresto del virrey de Damasco, emir Tankiz al-Husami, en 1340, como resultado de un conflicto entre los dos emires principales, pero no parece haber ninguna mención de vínculo directo entre Qawsun y Tankiz en las crónicas mamelucas, según Steenbergen.

### Hombre fuerte de Egipto

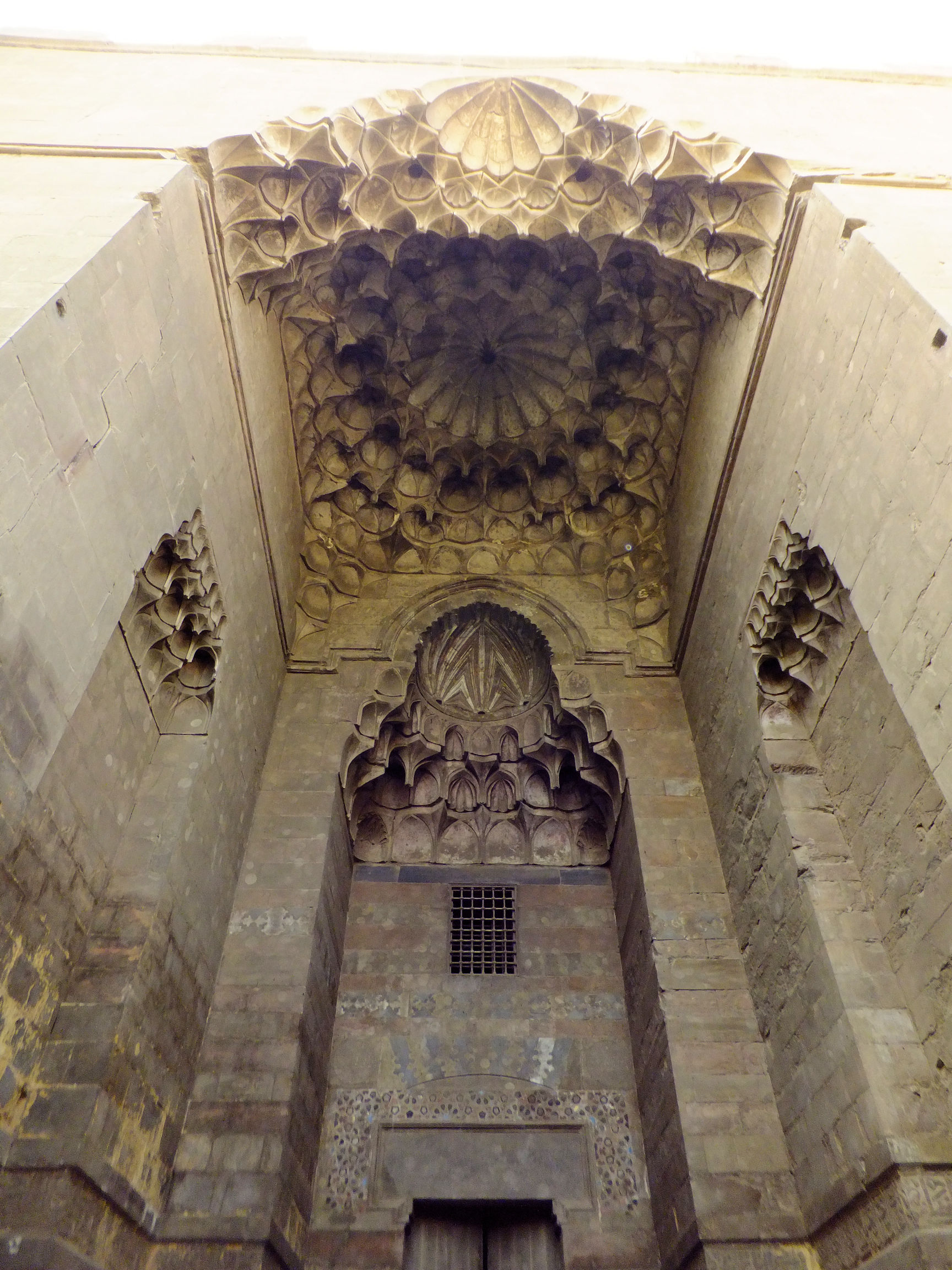
El monumental portal de entrada del Palacio de Qawsun, construido en la década de 1330 cerca de la Ciudadela de El Cairo, y semi en ruinas hoy en día.

En 1341, An-Nassir Muhammad se enfermó y buscó un sucesor entre sus hijos. Su hijo favorito Anuk murió el año anterior, y al elegir a otro de sus hijos consultó con Qawsun y Bashtak para que le aconsejaran.  Qawsun y Bashtak habían estado al borde de la guerra mientras luchaban por la supremacía cuando se hizo evidente que la enfermedad de su amo estaba a punto de ser mortal.  Se reconciliaron después de que otros emires mamelucos de alto rango, incluyendo a Sanjar al-Jawli y Baybars al-Ahmadi, rogaran a An-Nassir Muhammad que nombrara a un sucesor para evitar una conflagración tras su muerte. An-Nassir Muhammad reunió entonces a Qawsun y Bashtak y les exigió que dejaran de lado sus diferencias y cooperaran. Además, se encomendó a los dos emires que cumplieran las órdenes del sultán en relación con la selección de su sucesor. Mientras que Bashtak sugirió que Ahmad sucediera a su padre, Qawsun presionó para la adhesión del otro hijo de An-Nassir Muhammad, Abu Bakr. An-Nassir Muhammad finalmente eligió a este último y advirtió explícitamente contra el nombramiento de Ahmad, a quien consideraba inepto. Con el fin de mantener la reconciliación entre Qawsun y Bashtak, los nombró guardianes conjuntos del veinteañero Abu Bakr.
Abu Bakr se convirtió en sultán tras de la muerte de An-Nassir Muhammad en junio de 1341, pero el poder real estaba en manos de Qawsun y los principales emires (umara al-akabir) de aquel.  Mientras tanto, la reconciliación de Qawsun y Bashtak se deshizo; tres semanas después del acceso de Abu Bakr, Qawsun hizo que Bashtak fuera encarcelado.  Qawsun y los emires de alto rango frustraron los intentos de Abu Bakr de afirmar su autoridad. Para evitar su posible arresto por Abu Bakr, Qawsun lo hizo arrestar en agosto bajo cargos inventados de comportamiento frívolo. Qawsun hizo encarcelar a Abu Bakr y a seis de los otros hijos de An-Nassir Muhammad en Qus, donde Abu Bakr fue ejecutado en noviembre. Después, Qawsun hizo arreglos para que Al-Ashraf Kujuk, un hijo pequeño de An-Nassir Muhammad, reemplazara a Abu Bakr como sultán. En este arreglo, Qawsun sirvió como na'ib as-saltana (virrey) de Egipto, teóricamente el segundo puesto más poderoso del sultanato, y como guardián de Kujuk. Qawsun procedió a prodigar regalos y subvenciones a los Mamelucos Reales, la columna vertebral del ejército mameluco, que en teoría eran los mamluks personales del sultán, y a los mamelucos de menor rango en un intento de ganar su lealtad. Qawsun también tenía 700 mamelucos propios. Con su posición formal, una base de poder mameluco, un aparente apoyo del ejército, y fuentes personales de riqueza independientes del sistema de iqtá relacionado con el gobierno, Qawsun se convirtió en el líder efectivo del sultanato.
Sin embargo, la eliminación de Abu Bakr por parte de Qawsun, y el encarcelamiento de Bashtak y de varios de los hijos de an-Nassir Muhammad provocó la ira de algunas facciones mamelucas[19]. El más firme oponente inicial de Qawsun que surgió fue Tashtamur as-Saqi (conocido como Hummus Ahdar), el na'ib mameluco (gobernador, pl. nuwwab) de Alepo. Procedió a reunir la oposición contra Qawsun de entre los emires mamelucos de región de Siria.  Tashtamur y otros  mamelucos de la  que se oponían a Qawsun utilizaron principalmente el maltrato de Qawsun a los hijos de An-Nassir Muhammad como justificación de su oposición.  Mientras tanto, Qawsun intentó poner bajo custodia al hijo de An-Nassir Muhammad, Ahmad, que estaba en la fortaleza del desierto sirio de Al Karak, como sus otros hermanos. Ahmad rechazó las invitaciones de Qawsun para ir a El Cairo a asumir ostensiblemente el sultanato, viendo la súplica como una artimaña. En su lugar, se dirigió a los emires mamelucos de Siria en busca de apoyo, muchos de los cuales simpatizaban con la situación de Ahmad.
En respuesta a la negativa de Ahmad a ir a El Cairo, Qawsun siguió  el consejo del gobernador mameluco de Damasco, Altunbugha as-Salihi, y ordenó un asedio a Al Karak para forzar la salida de Ahmad. El comandante del asedio fue Qutlubugha al-Fakhri, un hábil comandante de An-Nassir Muhammad y el socio más cercano de Tashtamur. Aunque Qutlubugha había sido uno de los primeros partidarios de Qawsun, después de veinte días de asediar Al Karak y ser acosado por los miembros de la tribu beduina local, desertó al bando de Ahmad, a quien posteriormente reconoció como sultán. Shati, un líder beduino de Transjordania central, comunicó la deserción de Qutlubugha a Qawsun. Después del motín de Qutlubugha, Altunbugha, Aslam, los nabab de Safed, los nabab de Homs y Aruqtay, los nabab de Trípoli se unieron a la defensa de Qawsun, mientras que Qutlubugha, Tashtamur y varios emires damascenos formaron el núcleo de la oposición. Qawsun permitió a Altunbugha suprimir a los partidarios de Ahmad, y este último lanzó una ofensiva contra Alepo en noviembre de 1341, provocando la huida de Tashtamur al Sultanato de Rum.  Con Tashtamur fuera de Siria, el control de Qawsun en Siria parecía haberse fortalecido. Sin embargo, la ventaja de Qawsun fue efímera ya que Qutlubugha utilizó la ausencia de Altunbugha de Damasco como una oportunidad para ocupar la ciudad. Qutlubugha reunió a todos los desertores del ejército que pudo reunir, proclamó a Ahmad sultán y comenzó iniciativas para establecer una administración burocrática para Ahmad. Mientras tanto, Qawsun recibió un golpe a sus recursos financieros y a su moral cuando los nabab de Gaza, partidarios de Ahmad, se apropiaron de la fábrica de producción de azúcar de Qawsun en el valle del Jordán.
Altunbugha comenzó su regreso a Damasco después de saquear los recursos de Tashtamur en Alepo, pero al enfrentarse a las tropas de Qutlubugha en Khan Lajin al norte de Damasco, su ejército mucho más numeroso se retiró; Qutlubugha había sobornado a los mamelucos de Altunbugha antes de la batalla. A esto le siguió una deserción masiva de sus oficiales, incluyendo al jefe beduino de la tribu Al Fadl, Sulayman ibn Muhanna, a Qutlubugha. En los días siguientes, Ahmad obtuvo el reconocimiento del nuwwab de Gaza, Safad, Hama y Baalbek. Altunbugha logró escapar a El Cairo a través de Gaza, pero su incapacidad para aplastar el motín en Siria contribuyó significativamente a la eventual caída de Qawsun. Sin embargo, la llegada de Altunbugha a Egipto con sus tropas restantes fortaleció la posición de Qawsun en la capital. Qawsun les concedió iqta'at (pl. de iqtá) de altos ingresos.

### Caída y muerte

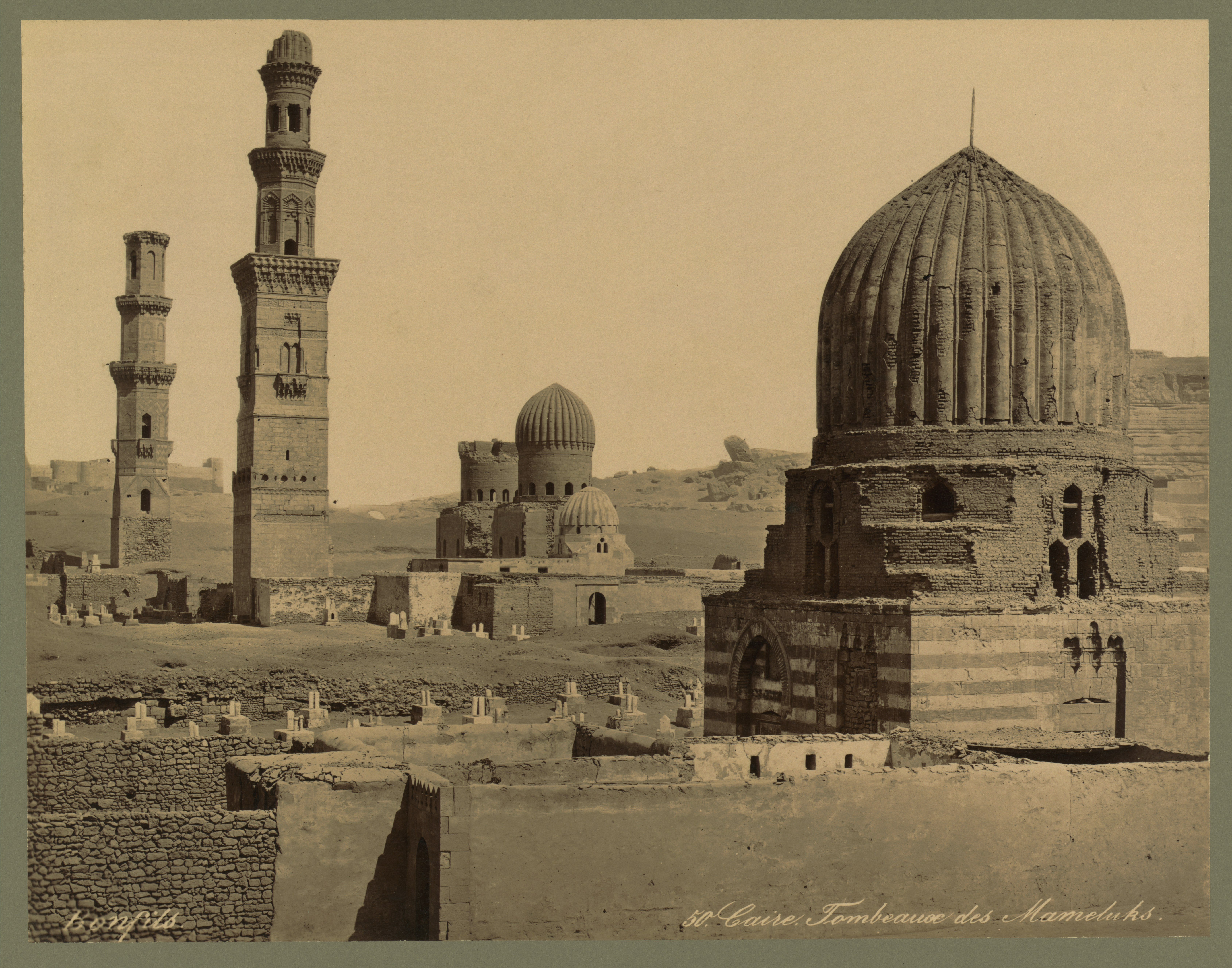
Los restos del complejo de mausoleo de Qawsun en el Cementerio del Sur (Ciudad de los Muertos)de El Cairo. Una de las cámaras del mausoleo se ve en primer plano a la derecha, mientras que el minarete aún intacto es visible a la izquierda. (Foto de 1867).

A pesar de la riqueza que Qawsun distribuyó entre sus partidarios, el emir Aydughmish, su principal asociado en la gestión del estado, y los emires al-Malik y Barsbugha, temían el potencial de mano dura que encontrarían si Qawsun asumía el sultanato, lo que parecía estar dispuesto a hacer. Conspiraron para derrocarlo, desertando de su campamento en El Cairo con un gran número de Mamelucos Reales. También conspiraron con el principal asistente personal de Qawsun para esconder sus caballos para evitar su uso en la batalla. A finales de diciembre de 1341, los emires lanzaron un levantamiento contra Qawsun. El pueblo cairota exigió la expulsión de Qawsun y los mamelucos personales de Qawsun fueron atacados. Asediados en la ciudadela con poco apoyo, Qawsun y su mayor y último partidario, Altunbugha, se sometieron a los rebeldes. Fueron encarcelados en Alejandría. El 21 de enero de 1342, Ahmad fue proclamado sultán en El Cairo. El nuevo sultán llegó a El Cairo en marzo, y unas semanas después ordenó que las propiedades de Qawsun fueran confiscadas por el Estado. En abril, Qawsun y Altunbugha fueron asesinados en prisión, aunque no está claro si sus muertes fueron ordenadas por Ahmad.